# Leptacris maxima
Leptacris maxima är en insektsart som först beskrevs av Heinrich Hugo Karny 1907.  Leptacris maxima ingår i släktet Leptacris och familjen gräshoppor. Inga underarter finns listade i Catalogue of Life.